# Hajnóczy József (jogász)

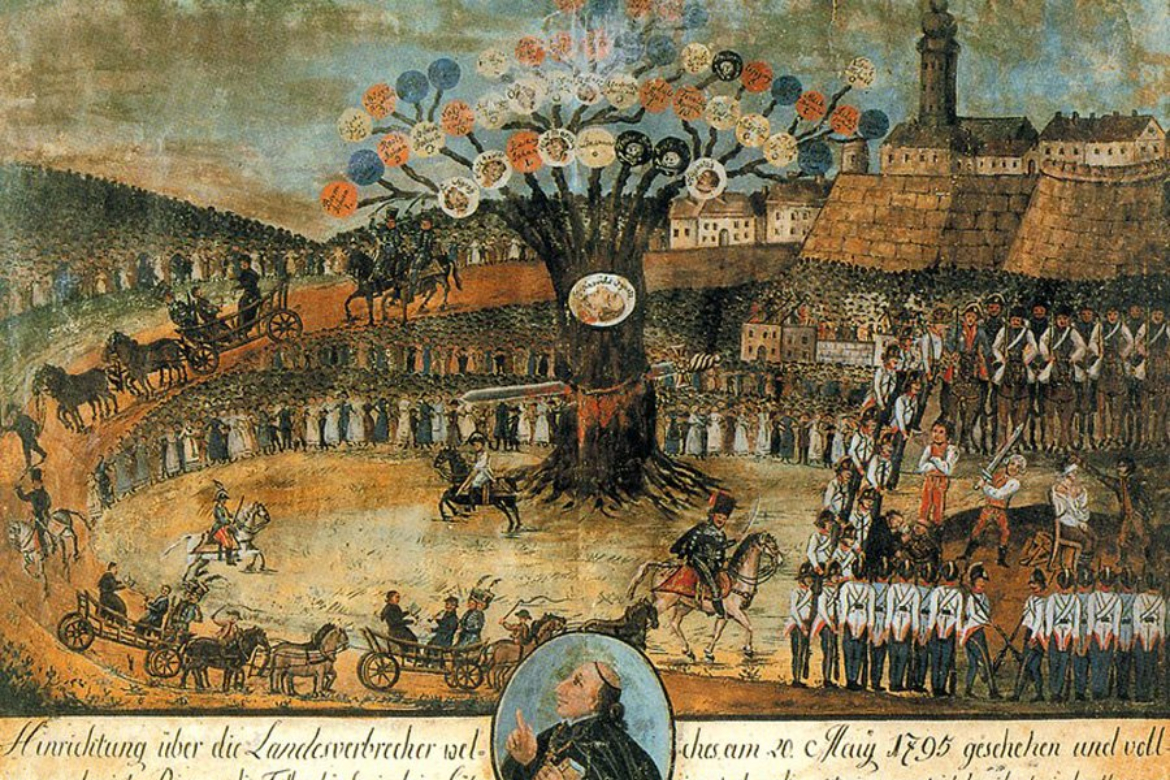
A magyar jakobinusok kivégzése a budai Generális-kaszálón (a mai Vérmezőn) 1795. május 20-án

Hajnóczy József Krizosztomusz (Modor, 1750. május 3. – Buda, 1795. május 20.) alispán, ügyvéd, királyi tanácsos, kamarai főtitkár, író. A magyar jakobinusok egyik vezető személyisége volt.

## Élete
Apja Hajnóczy Sámuel, ágostai evangélikus lelkész volt (a nevét ő még Haynotzi formában írta). Egyetlen fiát gondosan és szigorúan nevelte, aki Sopronban, majd Pozsonyban tanult, ahol 1771-ben végzett jogászként az evangélikus főiskolán. Ügyvédnek készült, mivel protestáns és nem-nemesi származása miatt politikai pályára nem léphetett. 1773 nyarán fejezte be tanulmányait, azonban ügyvédként nem akart elhelyezkedni, ezért 1774 őszén Forgách Miklós gróf magántitkáraként Gácsra költözött. Itt mélyebb betekintést nyert a magyar nemzeti és állami viszonyokba és megismerkedett a francia enciklopédisták írásaival is. Folyékonyan beszélt magyarul, németül, franciául, latinul, szlovákul, az angol nyelvet például hat hét alatt tanulta meg. Rövid ideig gróf Festetics György muraközi birtokának jószágkormányzója volt és ott ismerkedett meg több zalai szabadkőművessel, köztük jáprai Spissich Jánossal és tubolyszegi Tuboly Lászlóval.

### Hajnóczy mint hivatalnok
1778 júniusában kilépett a gróf szolgálatából és Pestre ment, ahol a városnál aljegyzői hivatalra pályázott, ezt azonban nem sikerült elnyernie. 1779 elején Széchényi Ferenc gróf ügyvédje lett, aki akkor, 25 évesen a dunántúli kerületi ítélőtábla ülnöke volt. Új munkaadója összeköttetései segítségével megnyíltak előtte a megyék, városok, főurak levéltárai és a főnemesek féltve őrzött levelesládái. Régi nemesi oklevelek gyűjtésébe kezdett, tudományos alapossággal, emellett a gróf könyvtárát rendezte és 1780 telére annak címjegyzékét is elkészítette.
1783 nyarán Széchényi Ferenc grófot a horvát bán helyettesévé nevezték ki és Hajnóczy, mint titkár elkísérte őt Zágrábba, ahol a horvát országgyűlések végzéseit másolta le. Ezeket később a jogászok közül ő használta fel először. (Megjelentek a Magyar Országgyűlési Emlékek közt.) 1785-ben, amikor II. József császár az országot tíz kerületre osztotta, a pécsi kerület királyi biztosává Széchényi Ferencet nevezte ki. E minőségében a gróf Somogy, Baranya, Verőce és Szerém vármegyéket kormányozta s Hajnóczy  ekkor biztosi titkárrá lépett elő.
1786-ban Széchényi Ferenc gróf elhagyta a császár szolgálatát és visszavonult a közélettől. Hajnóczy nem követte őt, a gróf ajánlatára a császár 1786. február 20-án királyi tanácsosi címmel és évi 1080 forint fizetéssel Szerém vármegye alispánjává nevezte ki. A megye székhelyén, Vukováron telepedett le, és július 27-én, Bécsben nőül vette Hellmuth Johannát. A családi életben nem volt szerencsés, felesége  1788. november 12-én, Bécsben meghalt, anélkül, hogy gyermeket hagyott volna hátra.
Hivatali pályája sikeresebb volt. Sokat utazott a vármegyében és vizsgálta, miként lehetne  fölvirágoztatni. Terveiről két ízben is részletes emlékeztetőt terjesztett a császár elé. Ezekben különösen a vízszabályozást, az erdőpusztítás megakadályozását és a kereskedelmi útvonalak biztosításának szükségét hangsúlyozta. Hivatalos munkáján kívül folyamatosan képezte magát, sokat írt és olvasott, különösen a nyugati irodalom érdekelte. Összeköttetésben állt a hazai tudományos élet vezető személyiségeivel, Horányi Eleket, a híres történetírót, Zimonyban gyakran fölkereste, Batthyány Alajos gróffal, Csaplovics Jánossal, Dugonics Andrással, id. Péczely Józseffel, Rát Mátyással, Széchényi Ferenc gróffal állandó levelezést folytatott.  1788 elejétől kezdve számadó naplót vezetett és abba bejegyezte kiadásait és bevételeit, sőt érkezett és elküldött leveleit is; ebből a naplóból kiderül, hogy a zágrábi szabadkőműves páholynak is tagja volt, tehát a szabadkőművesség is behatóan foglalkoztatta.
1790. április 29-én Szerém megyének az új közigazgatási törvény életbe lépése alkalmából tartott közgyűlésén Hajnóczy, mint nem nemes hivatalától visszalépni kényszerült. Ekkor a rendek hivatali működése elismeréséül elhatározták, hogy maguk kérik nemessé tételét.  1790-1791-et főleg utazással töltötte és ügyvédként tevékenykedett.  Eközben rövid ideig újságíróként is dolgozott: a Hadi Történetek és a Magyar Hírmondó című lapokban sok cikke jelent meg a francia forradalom eseményeiről. Augusztus elején visszatért Pestre, ahol néhány nap múlva a Magnanimitas nevű szabadkőműves páholyban megismerkedett Martinovics Ignáccal.

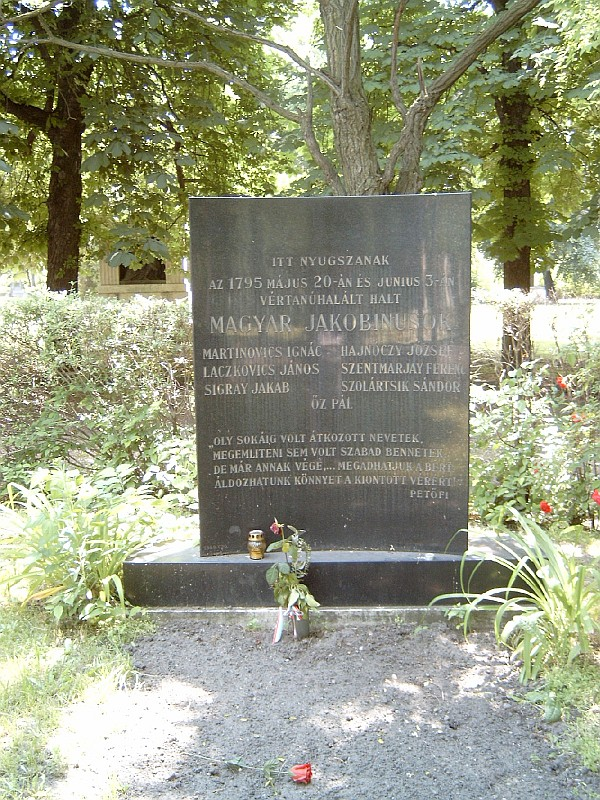
A magyar jakobinusok sírja Budapesten. (Hajnóczy József, Laczkovics János, Martinovics Ignác, Sigray Jakab, Szentmarjay Ferenc, Szolártsik Sándor, Őz Pál). Kerepesi temető: 11/1-sziget.

1791 szeptemberében súlyos vesegyulladást kapott. Hosszas betegeskedése után végleg felhagyott az ügyvédi pályával. Felgyógyulása után, október végén Széchényi Ferenc gróf nagycenki kastélyába költözött. Ott a magyar közjog minden pontjára kiterjedő iraton dolgozott, amelyet a megye figyelmébe kívánt ajánlani, hogy azt az országgyűlési követek utasításainak készítésénél tekintetbe vegyék (Propositiones deputationis fine elaborandae ablegatis incliti comitatus ad comitia mittendis instructionis exhibendae – Hajnóczy beterjesztésének kéziratos eredetije lefoglalt írásai között található). Később, az országgyűlés megnyitása után, a képviselőkhöz akart fordulni az ország alkotmányának gyökeres átalakítására vonatkozó javaslataival: Ratio propenendarum in comitiis Hungaricis legum. (Hajnóczy saját kézirata lefoglalt írásai között volt; hasonlóan előző dolgozatát 4–4 példányban másoltatta le. Valószínűleg azért nem nyomtatta ki, mert az országgyűlés első nyilatkozataiból, illetve a királyi levél tárgyalásából meggyőződött arról, hogy a feltevések, amelyekből kiindult, minden alapot nélkülöznek. A két kiadatlan dolgozatban található történelmi adatok és az ezekben kifejtett eszmék adták az alapját névtelenül megjelent négy közjogi monográfiájának). Hajnóczy elképzelései néhány hónap alatt sokat fejlődtek. Ennek magyarázatát a nagy francia forradalom eseményei adják, amelyekben ekkor egy ideális államrend, a Rousseau által hirdetett eszmék megvalósulását üdvözölték. E hatás Hajnóczy külső megjelenésében is látszott: Kazinczy Ferenc, írja róla: „A cinizmusig vitte a maga franciaságát, foldozott ruhában affectált járni és gyönyörködött abban, hogy a bársonyban járók általa megaláztatnak”.
Széchényi Ferenc gróf sem felejtkezett meg hajdani titkáráról; egy ízben ajánlatot tett arra, hogy megszerzi neki a nemességet. Hajnóczy ezt megköszönte, de nem fogadta el. 1792. június elején munkáinak kiadása miatt ismét Pestre költözött. Ekkor az I. Ferenc király koronázására Budán megjelent Széchényi a budai kamaránál megüresedett titkári állásra ajánlotta. Hajnóczy június 19-én megkapta a kinevezést, 1500 forint fizetéssel és tanácsosi címének meghagyásával. Új hivatalát július 15-én foglalta el.

### A magyar jakobinus mozgalomban
Szabadidejét magyar történelmi tanulmányok és forradalmi olvasmányok közt osztotta meg. Ekkor fordította le franciából magyarra, németre s latinra a Gorani álnév alatt Martinovics által I. Ferenc királyhoz intézett korholó és tanácsadó levelét is. Barátaival sűrűn levelezett, leggyakrabban Kazinczy Ferencnek írt. Martinovics 1793. május 10-én beavatta a titkos szövetség titkaiba és a társaság egyik igazgatói tisztét is ráruházta. Ezután Hajnóczy az ember és polgár francia kátéját fordította németre. Martinovics később, aláírás nélkül, sajátságos levelet küldött neki, melyben „bizonyos Purkart-féle olajról” mesélt, amely többeket meggyógyított (ily módon közölve azok neveit, akiket a társaság tagjaivá avatott). Hajnóczy Kazinczyt kíméletből óvakodott bevonni az összeesküvésbe, később azonban Szulyovszkyval mégis elküldte neki a Katekizmust.
Ezalatt a cenzúra mind szigorúbb lett, a király, aki személyesen felügyelte a sajtót, 1793. január 23-án saját kezűleg írott levél kíséretében küldte el a kancelláriához Hajnóczynak a „Dissertatio politico publica de regiae potestatis in Hungaria limitibus” és február 21-én a „De comitiis regni Hungariae” című munkákat, hogy a kancellária számoljon be neki a művek tartalmáról és terjesszen elé javaslatot azokra vonatkozóan  az esetlegesen szükséges intézkedések felől. A kancellária mindkét művet veszélyesnek ítélte, és megindította a nyomozást a szerző kilétének földerítésére.

#### A mozgalom bukása

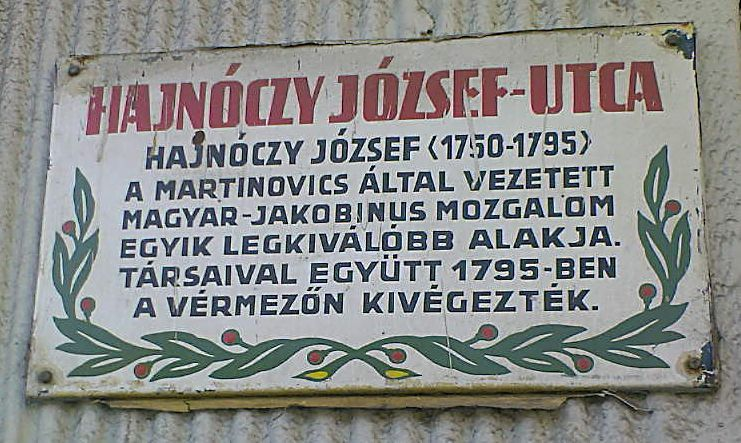
A Vérmező nyugati sarkán utca őrzi nevét

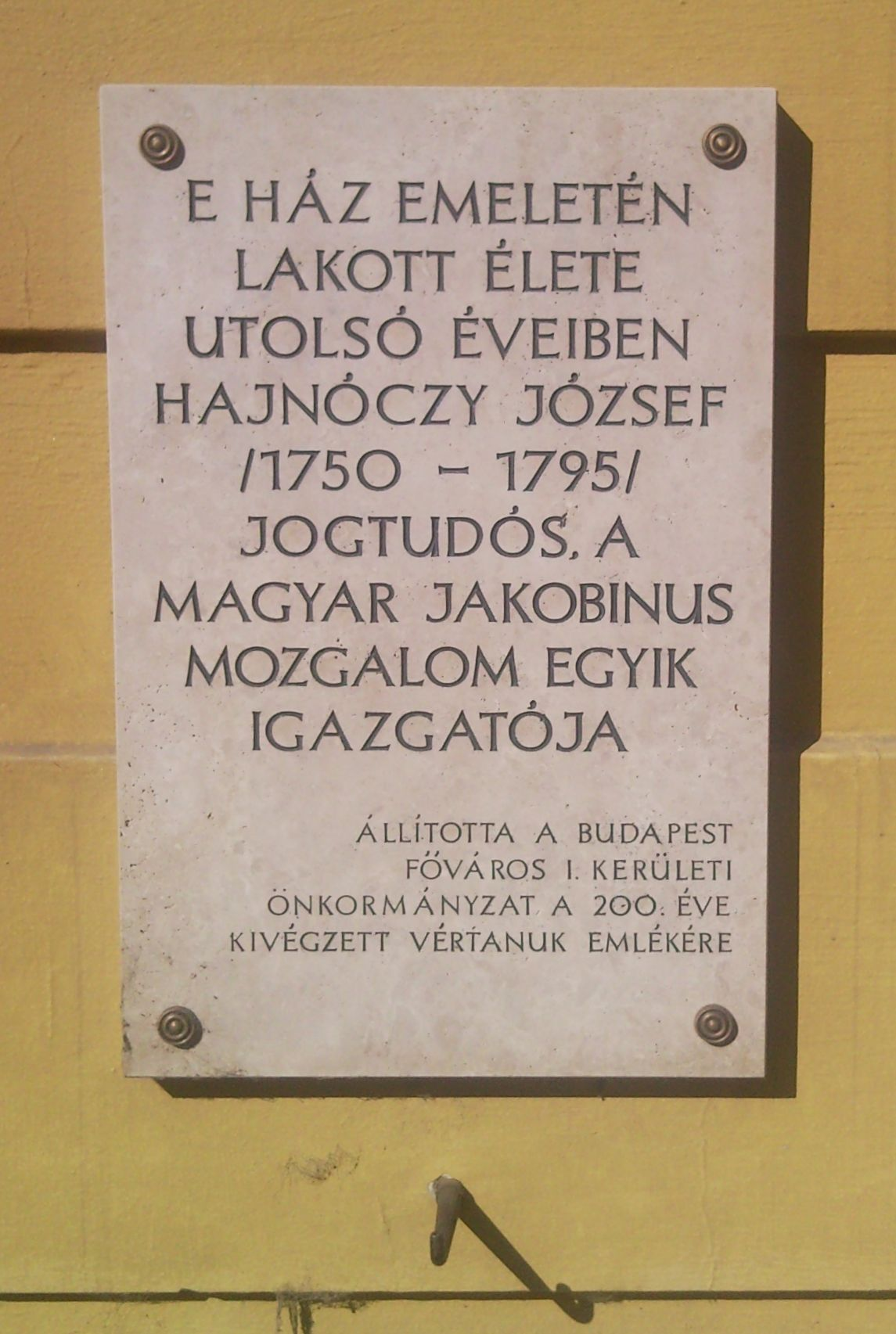
Emléktáblája:
I. kerület Fortuna utca 5.

Hajnóczy május 17-én Sopronba utazott, hogy megünnepelje eljegyzését Hauer Terézzel, Hauer András soproni tanácsos leányával. Onnét visszatérve nekikezdett új életének előkészítéséhez. Augusztus 16-án, éjjel 11 óra tájban iratai rendezése közben lepte meg az elfogására kiküldött pest-városi kapitány, aki felmutatta a Bécsben már három héttel azelőtt elfogott Martinovics levelét, amelyben a titkos társaság igazgatóit értesíti, hogy az összeesküvés titkait már föltárta, tehát minden elveszett. Hajnóczy erre levélszekrényéből levélcsomót ragadott ki s azt a fegyveresek elé dobva, fölkiáltott: „Itt vannak az alávaló gazembernek többi levelei is”, azután ellentmondás nélkül követte a rendőrtisztet. Katonai biztosítás  mellett azonnal Bécsbe vitték, ahol olyan kérelmét terjesztette elő, hogy írásban nyújthassa be vallomását. Ezt augusztus 29-én készítette el. Hajnóczynak és igazgatótársainak elfogatása országszerte felzúdulást váltott ki. A megyék neheztelő feliratokban augusztus végén megkérték a királyt, hogy a foglyokat küldje haza Magyarországra. Ezért november 22. és 24. között ismét Budára szállították őket, és ott 1795. április 27-én Hajnóczy felett is kimondták a halálos ítéletet. Május 20-án, reggel hat órára volt kitűzve az elítéltek kivégzése, amely a mai budai Vérmezőn hajtatott végre. Hajnóczy bátorságot és egyúttal méltóságot mutatott. Arcvonásai nem változtak, szelíd mosoly vonult el ajkain, midőn feje a törzstől elvált.
A kivégzettek vagyona az ítéletek szerint a kincstárra szállt, ingóságaikat augusztus 10-én elárverezték.  Hajnóczy radikális volt, de nem felforgató, miként francia irányú elvtársai, tisztelte a történeti múltat, és kímélte a magyar alkotmány azon részeit, melyek a haladással nem ellenkeztek. Törekvéseinek végcéljait jól mutatja az 1794. augusztus 29-én beadott vallomása, amely szerint ezek a sajtószabadság törvényes biztosítása, a törvényes eljárás a nem nemesekre való kiterjesztése és hogy a paraszt is kaphasson birtokjogot.

## Művei
- Politisch-kirchliches Manch-Hermaeon von den Reformen Kayser Josephs überhaupt vorzüglich in Ungarn, mit nüzlichen Winken zur Richtung der Gesinnungen des Adels, der Geistlichkeit und des Volks auf den nächst bevorstehenden Reichstag in Ungarn. Gedruckt mit Wörbözischen Schriften. Hely n.. 1790 (névtelenül, Ballagi Géza birtokában levő példány borítékára  Fáy András írta saját kezűleg, hogy «fővesztett Hajnóczy ennek a szerzője»)
- Acta diaetalia Posoniensia A. 1618. Item electio et coronatio Ferdinandi II. Pestini, 1790 (névtelenül)
- Dissertatio politica publica de regiae potestatis in Hungaria limitibus. Hely n. 1791 (névtelenül, az előszó kelte 1789. szeptember 1.)
- De comitiis regni Hungariae deque organisatione eorundem dissertatio juris publici hungarici. Hely n. 1791 (névtelenül, az előszó kelt 1791. március 1-jén Pozsonyban)
- Extractus legum de statu ecclesiastico catholico in regno Hungariae latarum 1792 (névtelenül; az előszó kelt: Ad amnem Ikva 1792. április 26. Ebben fölállítja a szabadelvű egyházpolitika tételeit; azt javasolja, hogy a házassági bíráskodást vonják el az egyházi biróságoktól; teljes vallásszabadságot követel sat.)
- De diversis subsidiis publicis dissertatio. Hely n., 1792 (névtelenül; az előszó kelt: Ad lacum Fertő 1792. május 4.)
- Intoleranz des katholischen Klerus, ein Pendant zum Manch-Hermäon. Hely n., 1792 (névtelenül; két kiadása; nem bizonyos, hogy Hajnóczy írta)
- Hajnóczy József közjogi-politikai munkái; sajtó alá rend. Csizmadia Andor; Akadémiai, Bp., 1958
- Hajnóczy József; vál., bev., jegyz. Poór János; Új Mandátum, Bp., 1998 (Magyar szabadelvűek)

Írásait a királyi ügyigazgatóság lefoglalta és a királyi tábla levéltárába vitették. Innen 1876-ban a Magyar Nemzeti Múzeum könyvtárába jutottak; ezek közt vannak Hajnóczy szüleinek számos levele 1768-tól 1787-ig és Hajnóczy számadó naplója; a Széchényi Ferenc, Kovacsics és Jankovics gyűjteményeivel szintén több kézirata jutott a múzeumba.